# Luzula spicata
Luzula spicata là một loài thực vật có hoa trong họ Juncaceae. Loài này được (L.) DC. mô tả khoa học đầu tiên năm 1805.

## Hình ảnh

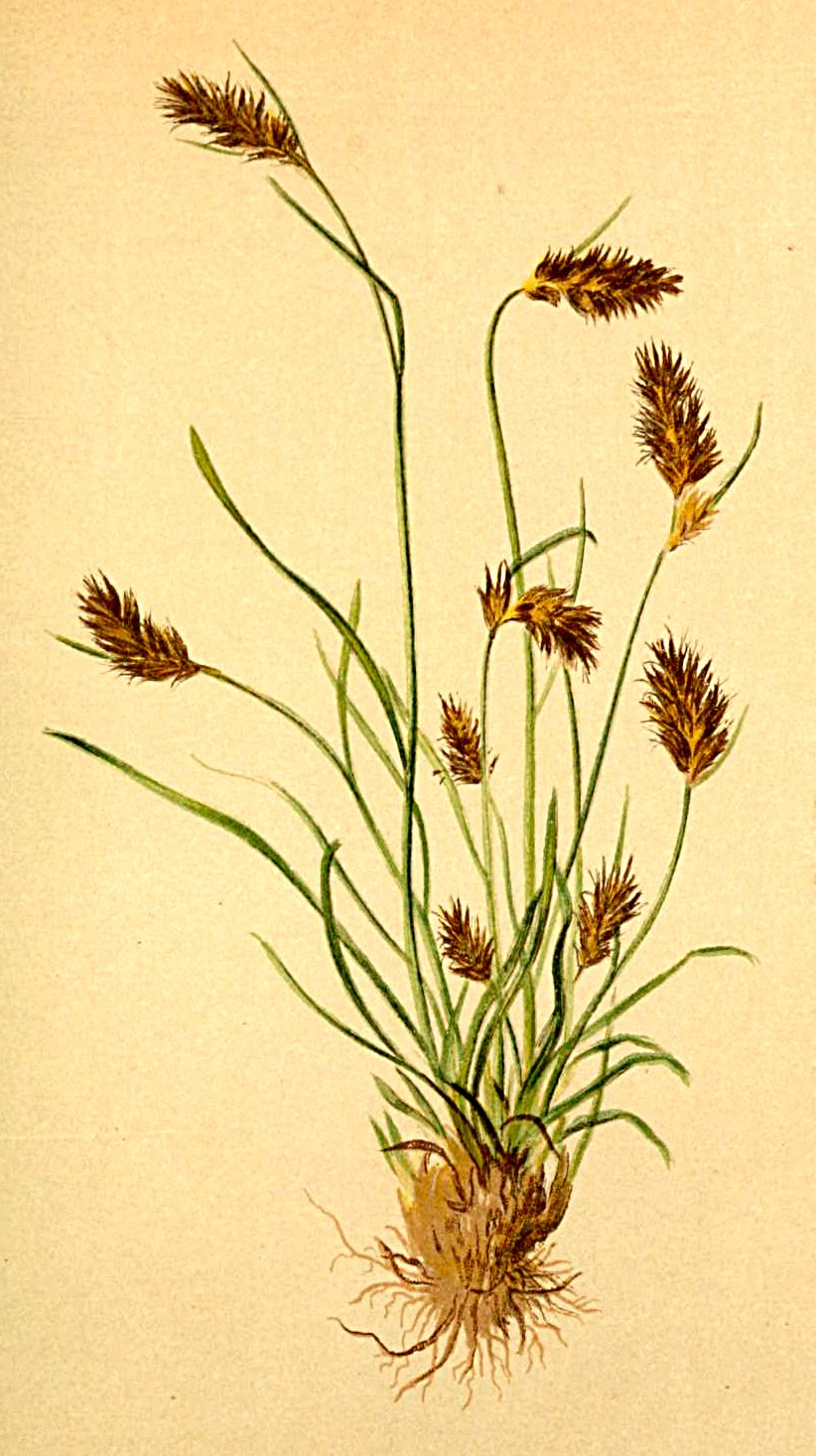